# Donald Michael Thomas
Donald Michael Thomas, D.M. Thomas (ur. 27 stycznia 1935 w Redruth w Kornwalii, zm. 26 marca 2023 w Truro) – angielski powieściopisarz, poeta, tłumacz. 
Ukończył z wyróżnieniem anglistykę na Oksfordzie w 1959 roku. Mieszkał i pracował w Australii i Stanach Zjednoczonych, potem wrócił do rodzinnej Kornwalii.
Najbardziej znana jest jego powieść Biały hotel (1981), o kobiecie przechodzącej psychoanalizę. Tak jak duża część jego twórczości, nie jest zbyt znana w Wielkiej Brytanii, ale bardzo spodobała się w Europie kontynentalnej i w USA. Thomas, postmodernista, łączy w całość materiał często cytowany z innych publikacji, naśladuje style innych pisarzy.
W latach 50., w czasie zimnej wojny, uczył się rosyjskiego podczas służby wojskowej. W wojsku język mu się nie przydał, ale odtąd interesował się rosyjską kulturą i literaturą. Ta fascynacja przyniosła szereg jego dobrze przyjętych tłumaczeń poezji rosyjskiej w latach 80. 

## Książki

### Beletrystyka
- Logan Stone (Cape Goliard, 1971)
- Orpheus in Hell (Sceptre, 1977)
- The Flute Player (Gollancz, 1979)
- Birthstone (Gollancz, 1980)
- The White Hotel (Viking, 1981) - wyd. pol. Biały hotel (Zysk i S-ka, 1994)
- Ararat (Gollancz, 1983) - wyd. pol. Ararat (Rebis, 1993)
- Swallow (Gollancz, 1984)
- Sphinx (Gollancz, 1986)
- Summit (Gollancz, 1987)
- Lying Together (Gollancz, 1990)
- Flying in to Love (Scribner's, 1992)
- Pictures at an Exhibition (Bloomsbury, 1993)
- Eating Pavlova (Carrol and Graf, 1994)
- Lady with a Laptop (Carrol and Graf, 1996)
- Memories and Hallucinations (Gollancz, 1998)
- Charlotte (Duck, 2000)
- Hunters in the Snow (The Cornovia Press, 2014) ISBN 1-908878-12-6

### Poezja
- The Granite Kingdom: Poems of Cornwall: an anthology, (Barton, 1970)
- The shaft, Donald Michael Thomas i Alan Davies (Arc Publications, 1973)
- The rock, (Sceptre Press, 1975)
- The Honeymoon Voyage (Secker and Warburg, 1978)
- Dreaming in Bronze (Secker and Warburg, 1981)
- The Puberty Tree (Bloodaxe Books, 1992)

### Tłumaczenia
- Anna Achmatowa, Requiem and Poem without a Hero (Ohio University Press, 1976)
- Anna Achmatowa, Way of All the Earth (Ohio University Press, 1979)
- Jewgienij Jewtuszenko, Invisible Threads (Macmillan, 1981)
- Jewgienij Jewtuszenko, A dove in Santiago: A novella in verse (Secker and Warburg, 1982)
- Aleksander Puszkin, The Bronze Horseman and Other Poems (Penguin, 1983)
- Anna Achmatowa, You Will Hear Thunder (Ohio University Press, 1985)
- Anna Achmatowa, You Will Hear Thunder: Poems (Ohio University Press, 1985)
- Aleksander Puszkin, Boris Godunov (Sixth Chamber Press, 1985)
- Anna Achmatowa, Selected Poems (Penguin, 1989)

### Literatura faktu
- Alexander Solzhenitsyn : A Century in His Life (St. Martins, 1998)